# Satellite Awards 2010

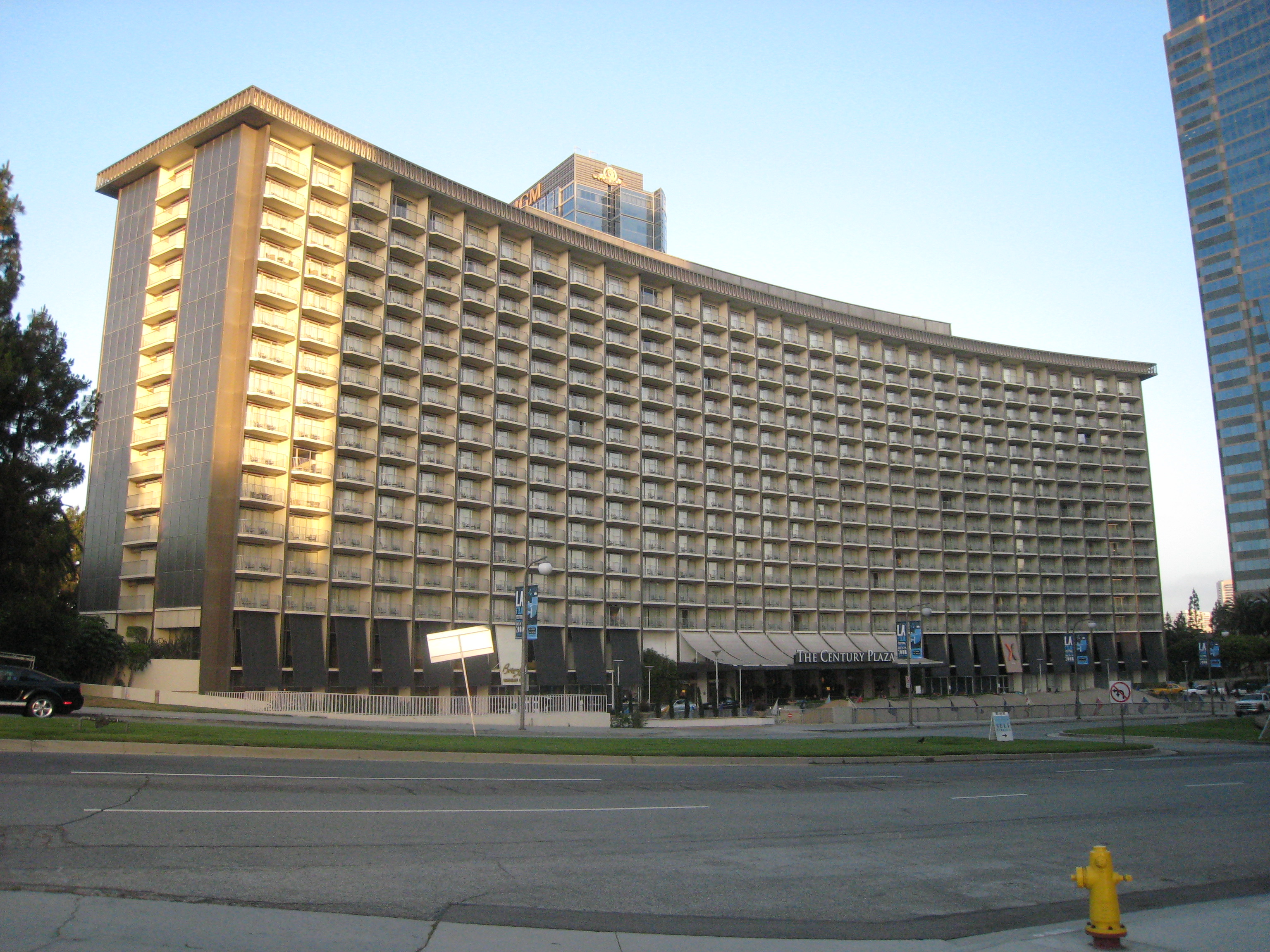
Hyatt Regency Century Plaza in Los Angeles

 Die 15. Verleihung der Satellite Awards, welche die International Press Academy (IPA) jedes Jahr in verschiedenen Film- und Medienkategorien vergibt, fand am Sonntag, den 19. Dezember 2010, im Hyatt Regency Century Plaza in Los Angeles statt. Die Nominierungen wurden am 1. Dezember 2010 bekannt gegeben. Bei den 15. Satellite Awards wurden Filme und Serien des Jahres 2010 geehrt.

## Sonderauszeichnungen
- Auteur Award (für sein Werk als Dokumentarfilmregisseur und -produzent) – Alex Gibney
- Humanitarian Award (für wohltätige Leistungen in der Filmbranche) – Connie Stevens
- Mary Pickford Award (für herausragende Beiträge zur Entertainment-Branche) – Vanessa Lynn Williams
- Tesla Award (für seine Arbeit als Filmkonservator und -historiker) – Robert A. Harris

## Gewinner und Nominierte im Bereich Film
| Film                                                 | N  | A |
| ---------------------------------------------------- | -- | - |
| Inception                                            | 11 | 3 |
| 127 Hours                                            | 9  | 0 |
| The Social Network                                   | 7  | 3 |
| The King’s Speech                                    | 6  | 2 |
| Alice im Wunderland                                  | 5  | 2 |
| Unstoppable – Außer Kontrolle                        | 5  | 1 |
| Black Swan                                           | 5  | 0 |
| The Kids Are All Right                               | 5  | 0 |
| The Town – Stadt ohne Gnade                          | 5  | 0 |
| Scott Pilgrim gegen den Rest der Welt                | 4  | 2 |
| Der Ghostwriter                                      | 4  | 0 |
| I Am Love                                            | 4  | 0 |
| Shutter Island                                       | 4  | 0 |
| Winter’s Bone                                        | 4  | 0 |
| Verblendung                                          | 3  | 2 |
| Königreich des Verbrechens                           | 3  | 1 |
| Please Give                                          | 3  | 1 |
| Am Ende des Weges – Eine wahre Lügengeschichte       | 3  | 0 |
| Biutiful                                             | 3  | 0 |
| Blue Valentine                                       | 3  | 0 |
| Cyrus                                                | 3  | 0 |
| Fair Game – Nichts ist gefährlicher als die Wahrheit | 3  | 0 |
| Nowhere Boy                                          | 3  | 0 |
| R.E.D. – Älter, Härter, Besser                       | 3  | 0 |

### Bester Film (Drama)
The Social Network 
The King’s Speech
Winter’s Bone
The Town – Stadt ohne Gnade
Inception
Der Ghostwriter
Am Ende des Weges – Eine wahre Lügengeschichte
Blue Valentine
Königreich des Verbrechens
127 Hours

### Bester Film (Komödie/Musical)
Scott Pilgrim gegen den Rest der Welt 
R.E.D. – Älter, Härter, Besser
Please Give
Die etwas anderen Cops
We Want Sex
The Kids Are All Right
Cyrus

### Bester Hauptdarsteller (Drama)
Colin Firth – The King’s Speech 
Ryan Gosling – Blue Valentine
Jesse Eisenberg – The Social Network
Javier Bardem – Biutiful
James Franco – 127 Hours
Leonardo DiCaprio – Inception
Robert Duvall – Am Ende des Weges – Eine wahre Lügengeschichte
Michael Douglas – Solitary Man

### Beste Hauptdarstellerin (Drama)
Noomi Rapace – Verblendung 
Jennifer Lawrence – Winter’s Bone
Nicole Kidman – Rabbit Hole
Helen Mirren – The Tempest – Der Sturm
Michelle Williams – Blue Valentine
Naomi Watts – Fair Game – Nichts ist gefährlicher als die Wahrheit
Tilda Swinton – I Am Love
Natalie Portman – Black Swan

### Bester Hauptdarsteller (Komödie/Musical)
Michael Cera – Scott Pilgrim gegen den Rest der Welt 
Andy García – Meet the Rizzos
John C. Reilly – Cyrus
Romain Duris – Der Auftragslover
Jake Gyllenhaal – Love and other Drugs – Nebenwirkung inklusive
John Malkovich – R.E.D. – Älter, Härter, Besser

### Beste Hauptdarstellerin (Komödie/Musical)
Anne Hathaway – Love and other Drugs – Nebenwirkung inklusive 
Catherine Keener – Please Give
Sally Hawkins – We Want Sex
Annette Bening – The Kids Are All Right
Julianne Moore – The Kids Are All Right
Mary-Louise Parker – R.E.D. – Älter, Härter, Besser
Marisa Tomei – Cyrus

### Bester Nebendarsteller
Christian Bale – The Fighter 
Pierce Brosnan – Der Ghostwriter
Andrew Garfield – The Social Network
Tommy Lee Jones – Company Men
Bill Murray – Am Ende des Weges – Eine wahre Lügengeschichte
Sean Penn – Fair Game – Nichts ist gefährlicher als die Wahrheit
Jeremy Renner – The Town – Stadt ohne Gnade
Geoffrey Rush – The King’s Speech

### Beste Nebendarstellerin
Jacki Weaver – Königreich des Verbrechens 
Amy Adams – The Fighter
Marion Cotillard – Inception
Anne-Marie Duff – Nowhere Boy
Rosamund Pike – Barney’s Version
Vanessa Redgrave – Briefe an Julia
Kristin Scott Thomas – Nowhere Boy
Dianne Wiest – Rabbit Hole

### Bester Dokumentarfilm
Restrepo 
Inside Job
Joan Rivers: A Piece of Work
Sequestro
The Tillman Story
Waiting for Superman
Geheimsache Ghettofilm
Behind the Burly Q
Client 9: The Rise and Fall of Eliot Spitzer
Countdown to Zero

### Bester fremdsprachiger Film
Verblendung (Män som hatar kvinnor), Schweden
Biutiful, Mexiko
I Am Love (Io sono l'amore), Italien
Mother (Madeo), Südkorea
Outside the Law (Hors-la-loi), Algerien
Soul Kitchen, Deutschland
White Material, Frankreich

### Bester Film (Animationsfilm oder Real-/Animationsfilm)
Toy Story 3 
Alice im Wunderland
Die Legende der Wächter
L’Illusionniste
Drachenzähmen leicht gemacht
Ich – Einfach unverbesserlich

### Beste Regie
David Fincher – The Social Network 
Debra Granik – Winter’s Bone
Roman Polański – Der Ghostwriter
Christopher Nolan – Inception
David Michôd – Königreich des Verbrechens
Tom Hooper – The King’s Speech
Lisa Cholodenko – The Kids Are All Right
Danny Boyle – 127 Hours
Darren Aronofsky – Black Swan
Ben Affleck – The Town – Stadt ohne Gnade

### Bestes adaptiertes Drehbuch
Aaron Sorkin – The Social Network
Danny Boyle und Simon Beaufoy – 127 Hours
Jez Butterworth und John-Henry Butterworth – Fair Game – Nichts ist gefährlicher als die Wahrheit
Robert Harris und Roman Polański – Der Ghostwriter
Michael Bacall und Edgar Wright – Scott Pilgrim gegen den Rest der Welt
Peter Craig, Ben Affleck und Aaron Stockard – The Town – Stadt ohne Gnade
Nikolaj Arcel und Rasmus Heisterberg – Verblendung
Debra Granik und Anne Rosellini – Winter’s Bone

### Bestes Originaldrehbuch
David Seidler – The King’s Speech
Chris Provenzano und C. Gaby Mitchell – Am Ende des Weges – Eine wahre Lügengeschichte
Alejandro González Iñárritu, Armando Bó und Nicolás Giacobone – Biutiful
Conor McPherson und Billy Roche – The Eclipse
Christopher Nolan – Inception
Lisa Cholodenko und Stuart Blumberg – The Kids Are All Right
Michael Arndt, Andrew Stanton, Lee Unkrich und John Lasseter – Toy Story 3

### Beste Filmmusik
Hans Zimmer – Inception 
Harry Gregson-Williams – Unstoppable – Außer Kontrolle
Trent Reznor und Atticus Ross – The Social Network
A. R. Rahman – 127 Hours
Clint Mansell – Black Swan
Fionnuala Ní Chiosáin – The Eclipse
Alexandre Desplat – Harry Potter und die Heiligtümer des Todes: Teil 1
James Newton Howard – Salt

### Bester Filmsong
„You Haven’t Seen the Last of Me“ von Diane Warren – Burlesque
„If I Rise“ von Dido, Rollo Armstrong und A. R. Rahman – 127 Hours
„Alice“ von Avril Lavigne – Alice im Wunderland
„Country Strong“ von Jennifer Hanson, Tony Martin und Mark Nesler – Country Strong
„What Part of Forever“ von Rob Kleiner und CeeLo Green – Eclipse – Bis(s) zum Abendrot
„Eclipse (All Yours)“ von Emily Haines, James Shaw und Howard Shore – Eclipse – Bis(s) zum Abendrot

### Beste Kamera
Wally Pfister – Inception 
Anthony Dod Mantle und Enrique Chediak – 127 Hours
Eduardo Serra – Harry Potter und die Heiligtümer des Todes: Teil 1
Yorick Le Saux – I Am Love
Ben Seresin – Unstoppable – Außer Kontrolle
Robert Richardson – Shutter Island
Dean Semler – Secretariat
Robert Elswit – Salt

### Beste Visuelle Effekte
Ken Ralston, David Schaub, Carey Villegas und Sean Phillips – Alice im Wunderland 
Unbekannt – 127 Hours
Nathan McGuinness und Paul O’Shea – Unstoppable – Außer Kontrolle
Grant Freckelton, Chris Bone und Craig Welsh – Die Legende der Wächter
Janek Sirrs, Ben Snow und Ged Wright – Iron Man 2
Paul Franklin, Chris Corbould, Andrew Lockley und Peter Bebb – Inception

### Bester Filmschnitt
Robert Frazen – Please Give 
Robert Duffy und Chris Lebenzon – Unstoppable – Außer Kontrolle
Dylan Tichenor – The Town – Stadt ohne Gnade
Kirk Baxter und Angus Wall – The Social Network
Thelma Schoonmaker – Shutter Island
Lee Smith – Inception

### Bester Tonschnitt
Mark P. Stoeckinger, Kevin O’Connell, Beau Borders und William B. Kaplan – Unstoppable – Außer Kontrolle 
Philip Stockton, Eugene Gearty, Tom Fleischman und Petur Hliddal – Shutter Island
Kami Asgar, Sean McCormack, David O. Daniel, Kevin O’Connell und Beau Borders – Secretariat
Martin Trevis, John Midgley, Simon Chase und Paul Cotterell – Nowhere Boy
Glenn Freemantle, Steven C. Laneri, Douglas Cameron, Ian Tapp und Richard Pryke – 127 Hours
Richard King, Ed Novick, Lora Hirschberg und Gary Rizzo – Inception
Frank E. Eulner, Christopher Boyes und Lora Hirschberg – Iron Man 2

### Bestes Szenenbild
Guy Hendrix Dyas, Luke Freeborn, Brad Ricker und Dean Wolcott – Inception 
Dante Ferretti, Max Biscoe, Robert Guerra und Christina Ann Wilson – Shutter Island
David Stein und Thérèse DePrez – Black Swan
Philippe Cord'homme, Kathy Lebrun und Marie-Hélène Sulmoni – Coco Chanel & Igor Stravinsky
Francesca Di Mottola – I Am Love
Nigel Churcher und Marcus Rowland – Scott Pilgrim gegen den Rest der Welt
Robert Stromberg und Stefan Dechant – Alice im Wunderland

### Bestes Kostümdesign
Colleen Atwood – Alice im Wunderland 
Janty Yates – Robin Hood
Jenny Beavan – The King’s Speech
Michael Dennison – Eat Pray Love
Amy Westcott – Black Swan

## Gewinner und Nominierte im Bereich Fernsehen
| Serie                                          | N | A |
| ---------------------------------------------- | - | - |
| Glee                                           | 5 | 0 |
| Good Wife                                      | 5 | 0 |
| Du gehst nicht allein                          | 4 | 3 |
| Mad Men                                        | 4 | 0 |
| Breaking Bad                                   | 3 | 2 |
| Ein Leben für den Tod                          | 3 | 2 |
| 30 Rock                                        | 3 | 1 |
| Friday Night Lights                            | 3 | 1 |
| Modern Family                                  | 3 | 0 |
| The Special Relationship                       | 3 | 0 |
| When Love Is Not Enough: The Lois Wilson Story | 3 | 0 |

### Beste Fernsehserie (Drama)
Breaking Bad 
Boardwalk Empire
Dexter
Friday Night Lights
Good Wife
Mad Men
Die Tudors

### Beste Fernsehserie (Komödie/Musical)
The Big C 
30 Rock
Glee
Modern Family
Nurse Jackie
Raising Hope
Taras Welten

### Beste Miniserie
Sherlock 
Die Säulen der Erde
Small Island
Carlos – Der Schakal
Emma
The Pacific

### Bester Fernsehfilm
Du gehst nicht allein
The Special Relationship
Ein Leben für den Tod
When Love Is Not Enough: The Lois Wilson Story
Das Tagebuch der Anne Frank

### Bester Darsteller in einer Serie (Drama)
Bryan Cranston – Breaking Bad 
Kyle Chandler – Friday Night Lights
Michael C. Hall – Dexter
Stephen Moyer – True Blood
Josh Charles – Good Wife
Jon Hamm – Mad Men

### Beste Darstellerin in einer Serie (Drama)
Connie Britton – Friday Night Lights 
Julianna Margulies – Good Wife
Anna Paquin – True Blood
Katey Sagal – Sons of Anarchy
January Jones – Mad Men

### Bester Darsteller in einer Serie (Komödie/Musical)
Alec Baldwin – 30 Rock 
Steve Carell – Das Büro
Thomas Jane – Hung – Um Längen besser
Danny McBride – Eastbound & Down
Matthew Morrison – Glee
Jim Parsons – The Big Bang Theory

### Beste Darstellerin in einer Serie (Komödie/Musical)
Laura Linney – The Big C 
Jane Adams – Hung – Um Längen besser
Toni Collette – Taras Welten
Edie Falco – Nurse Jackie
Tina Fey – 30 Rock
Lea Michele – Glee
Mary-Louise Parker – Weeds – Kleine Deals unter Nachbarn

### Bester Darsteller in einer Miniserie oder einem Fernsehfilm
Al Pacino – Ein Leben für den Tod 
Benedict Cumberbatch – Sherlock
Idris Elba – Luther
Ian McShane – Die Säulen der Erde
Barry Pepper – When Love Is Not Enough: The Lois Wilson Story
Dennis Quaid – The Special Relationship
David Suchet – Agatha Christie’s Poirot

### Beste Darstellerin in einer Miniserie oder einem Fernsehfilm
Claire Danes – Du gehst nicht allein 
Hope Davis – The Special Relationship
Judi Dench – Cranford
Naomie Harris – Small Island
Ellie Kendrick – Das Tagebuch der Anne Frank
Winona Ryder – When Love Is Not Enough: The Lois Wilson Story
Ruth Wilson – Luther

### Bester Nebendarsteller
David Strathairn – Du gehst nicht allein 
Aaron Paul – Breaking Bad
Martin Short – Damages – Im Netz der Macht
Neil Patrick Harris – How I Met Your Mother
Ty Burrell – Modern Family
Bruce Campbell – Burn Notice
Chris Colfer – Glee
Alan Cumming – Good Wife

### Beste Nebendarstellerin
Brenda Vaccaro – Ein Leben für den Tod 
Rose Byrne – Damages – Im Netz der Macht
Julie Bowen – Modern Family
Jane Lynch – Glee
Sharon Gless – Burn Notice
Archie Panjabi – Good Wife
Elisabeth Moss – Mad Men
Catherine O’Hara – Du gehst nicht allein